# Mohamed Islam Bouglia
Mohamed Islam Bouglia eller Mohamed Islem Bouglia (arabisk: محمد إسلام بوقلية) (født 26. juli 1997 i Tunis, Tunesien) han er en tunesisk cyklist, der blev en handicappet sport triatlet efter en trafikulykke.,
Han er dobbelt afrikansk mester for paratriathlon i PS2-kategorien (2017 og 2018).